# Российские стандарты бухгалтерского учёта
РСБУ (Росси́йские станда́рты бухга́лтерского учёта) — совокупность норм федерального законодательства России и Положений по бухгалтерскому учёту (ПБУ), издаваемых Министерством финансов России, которые регулируют правила бухгалтерского учёта. Применяются наряду с МСФО, GAAP США и другими бухгалтерскими стандартами деловой практики.
РСБУ обязательны к применению на территории России и распространяются на небанковские коммерческие организации. Учёт банковской деятельности ведётся в соответствии с правилами, издаваемыми Центральным банком России. Тем не менее при разработке соответствующих нормативных актов Центральный банк ориентируется на ПБУ, выпущенные Министерством финансов РФ.

## Основные различия с международными стандартами финансовой отчётности[1]
1. В РСБУ существует единый план счетов, обязательный для применения, утвержденный приказом Минфина России от 31 октября 2000 № 94н.
2. РСБУ традиционно ориентируются на запросы регулирующих органов, в первую очередь налоговых, в то время как МСФО ориентированы главным образом на пользователей, имеющих действительный или потенциальный финансовый интерес в субъекте отчётности: акционеров, инвесторов и контрагентов.
3. РСБУ не предусматривает консолидацию отчётности для холдинговых компаний, что существенно затрудняет их анализ, так как в отчёте отображена деятельность лишь головной компании и не отображена деятельность её дочерних предприятий.
4. В РСБУ не существует эквивалента МСФО IAS 37. Кредиты и денежные ценные бумаги не дисконтируются, поэтому приведенная стоимость таких финансовых активов не дисконтируется с учетом соответствующих процентных ставок при различных сроках погашения кредитов.